# 切爾西 (印第安納州)
切爾西（英語：Chelsea）是位於美國印地安納州傑佛遜縣的一個非建制地區。該地的面積和人口皆未知。